# Метання колоди
Метання колоди — традиційний шотландський вид спорту, під час якої учасники підкидають велику колоду. Цей вид спорту зазвичай практикується на Іграх горців. У Шотландії колоду зазвичай виготовляють із дерева модрини. Вона може бути висотою від 4,9 до 6,1 метра у зрості і вагою 41-68 кг. Термін «caber» походить від гельського слова cabar, що означає «дерев'яна балка».